# Stoeberia porphyrea
Stoeberia porphyrea är en isörtsväxtart som beskrevs av H.E.K. Hartmann. Stoeberia porphyrea ingår i släktet Stoeberia och familjen isörtsväxter. Inga underarter finns listade i Catalogue of Life.